# Yidu (Yichang)
Koordinaten: 30° 17′ N, 111° 23′ O
Die Stadt Yidu (chinesisch 宜都市, Pinyin Yídū Shì) ist eine kreisfreie Stadt in der Provinz Hubei im Südosten der Volksrepublik China. Sie gehört zum Verwaltungsgebiet der bezirksfreien Stadt Yichang. Yidu hat eine Fläche von 1.355 km² und zählt 384.100 Einwohner (Stand: Ende 2019). Regierungssitz ist das Straßenviertel Lucheng (陆城街道).
Der ehemalige Wohnsitz und das Grab von Yang Shoujing (Yang Shoujing guju he mu 杨守敬故居和墓) stehen seit 2006 auf der Liste der Denkmäler der Volksrepublik China (6-995).

## Administrative Gliederung
Auf Gemeindeebene setzt sich die kreisfreie Stadt aus einem Straßenviertel, fünf Großgemeinden und vier Gemeinden (davon eine der Tujia) zusammen. 